# نذير حمادة
نذير حمادة ولد في 20 مارس 1948، هو سياسي تونسي.

## السيرة الذاتية

### الدراسة
تحصل نذير حمادة على شهادته في الهندسة المدنية من المدرسة المحمدية للمهندسين في المغرب، بينما نقاش أطروحته التي كان عنوانها Traitement biologique des eaux usées urbaines par la microflore tellurique (المعالجة البيولوجية لمياه الصرف الصحي في المناطق الحضرية بواسطة البكتيريا التحليلية) في جامعة ليل في فرنسا.

### المسار المهني والسياسي
بدأ عمله كأستاذ في الهندسة الصحية في المدرسة المحمدية للمهندسين، وكان كذلك خبير مستشار لمنظمة الصحة العالمية في في مجال النظافة والصحة العامة.

عين بعدها مدير الإدارة الفرعية للمالية المحلية في الإدارة العامة للجماعات المحلية، ثم مدير الجماعات المحلية لدى وزارة الفلاحة التونسية. اشتغل في نفس الوقت كأستاذ في المدرسة الوطنية للمهندسين بتونس وفي مدرسة الهندسة الريفية وتربية الماشية بمجاز الباب.

ساهم بشكل كبير في إقرار مجلة التهيئة الترابية والتعمير والقانون عدد 34 لسنة 1976 المتعلق برخص البناء ومجلة الغابات، ولكن أيضا القواعد الصحية والنظافة للسلطات المحلية.

في 1994، تمت ترقية نذير حمادة ليصبح رئيس مدير عام ديوان مساكن القضاة وأعوان وزارة العدل، وبقي فيها حتى 1997. في هذه السنة، عين رئيس مدير عام شركة الإسمنت الاصطناعي التونسي حتى 1999، أين انتقل ليصبح رئيس مدير عام شركة النقل بالأنابيب بالصحراء.

في 16 يونيو 2003 عين ككاتب دولة لدى وزير الفلاحة والبيئة والموارد المائية مكلف بالبيئة في حكومة محمد الغنوشي الأولى. في 11 نوفمبر 2004 أصبح وزيرا للبيئة في نفس الحكومة، وبقي على رأس الوزارة حتى الثورة التونسية في 2011.

### الأنشطة الدولية
شارك في خطة عمل البحر الأبيض المتوسط التي وضعتها جامعة ييل (الولايات المتحدة). في 1986، كلف بمهمة من قبل المنظمة العربية للتربية والثقافة والعلوم للقيام بدراسة حول تقييم حالة البيئة في العالم العربي.

بين 2006 و2008، ترأس مجلس وزراء البيئة العرب التابع لجامعة الدول العربية، وكان كذلك رئيس مجموعة الدول الأفارقة في برنامج الأمم المتحدة للبيئة في 2007. كان كذلك رئيس مرصد الصحراء والساحل بين 2003 و2010.

## التتبعات القانونية
بعد الثورة التونسية في 2011، صدر في 17 مايو 2012 بطاقة إيداع بالسجن في حق نذير حمادة في إطار قضية فساد مالي بصفقة عمومية.

في 14 مايو 2013، صدرت في حقه بطاقة إيداع ثانية بالسجن في إطار قضية «التمويلات الرئاسية» والمتعلقة بصرف مبالغ مالية لجمعيات مقربة من نظام بن علي. تم الإفراج عنه في هذه القضية في 7 مارس 2014. 

في 22 سبتمبر 2014، رفض الإفراج عنه في قضية أخرى (قضية نادي زوجات السفراء) متعلقة بفساد لفائدة أفراد من عائلتي الطرابلسي وبن علي. تم الإفراج عنه في هذه القضية في 1 أكتوبر 2014 بعد أن دفع مبلغ 120 ألف دينار تونسي. 

في 7 فبراير 2017، صدر في حقه حكم بالسجن ب5 سنوات في قضية نادي عليسة والتي حكم فيها غيابيا على الرئيس زين العابدين بن علي وليلى الطرابلسي ب10 سنوات سجن لكل منهما.